# 北マギンダナオ州
北マギンダナオ州（きたマギンダナオしゅう、マギンダナオ・デル・ノルテ州、Maguindanao del Norte）は、フィリピンのミンダナオ島中部にある州。バンサモロ自治地域に属している。州都はダトゥ・オディン・シンスアット。かつてはマギンダナオ州の一部であったが、2022年9月17日の住民投票の結果南北に分割された。
北を南ラナオ州、東をコタバト州、南東を南マギンダナオ州、南をスルタン・クダラット州、西をモロ湾、北西をコタバト市と接する。コタバト市は地理的あるいは国政選挙区では北マギンダナオ州に含まれるが、行政上は州から独立している。コタバトを含めた面積は2,551平方キロメートル、人口は約94万人。コタバトを除いた面積は2465平方キロメートル、人口は約62万人（いずれも2020年国勢調査）。

## 歴史
マギンダナオ州の分割運動は2006年に遡る。バンサモロ自治地域の前身にあたるイスラム教徒ミンダナオ自治地域政府はマギンダナオ州北部に新たな州を創設するためにムスリム・ミンダナオ自治法第201を制定し、2006年10月28日の住民投票で賛成多数となったことでシャリフ・カブンスアン州が成立した。しかし2008年7月、フィリピン最高裁判所はミンダナオ自治地域が州や市を創設することを違法と裁決し、2009年1月に廃止された。
2021年3月9日、フィリピン上院はマギンダナオ州の開発と公的サービスの促進を目的にマギンダナオ州の分割する法案を承認し、5月27日にロドリゴ・ドゥテルテ大統領が法案に署名した。住民投票は当初2021年内を予定していたが準備のために2022年9月17日へ延期された。住民投票は有権者707,651人のうち706,558人（99.27%）が賛成票を投じたことで、マギンダナオ州の分割が決まった。初代北マギンダナオ州知事は最後のマギンダナオ州副知事であったアイニー・シンスアットが選ばれた。

## 自治体
12の自治体から成る。
- バリラ（英語版）（Barira）
- ブルドン（英語版）（Buldon）
- ダトゥ・ブラー・T・シンスアット（英語版）（Datu Blah T. Sinsuat）
- ダトゥ・オディン・シンスアット（英語版）（Datu Odin Sinsuat）
- カブンタラン（英語版）（Kabuntalan）
- マタノグ（英語版）（Matanog）
- 北部カブンタラン（英語版）（Northern Kabuntalan）
- パラン（英語版）（Parang）
- スルタン・クダラット（英語版）（Sultan Kudarat）
- スルタン・マストゥーラ（英語版）（Sultan Mastura）
- Talitay
- ウピ（英語版）（Upi）[14]